# Landsverk L-180
De Landsverk L-180, L-181 en L-182 waren alle drie vergelijkbare pantservoertuigen van de Zweedse fabrikant AB Landsverk. Ze werden allen in de jaren dertig gebouwd al zijn sommige leveringen niet doorgegaan door het uitbreken van de Tweede Wereldoorlog. De totale productie was beperkt tot 49 exemplaren en zijn gekocht voor diverse strijdkrachten waarvan vooral Nederland en Ierland relatief veel exemplaren hebben aangeschaft.

## Ontwerp
Medio jaren dertig kwamen de eerste voertuigen uit de fabriek. De modellen, L-180, L-181 en L-182, lijken uiterlijk veel op elkaar. De verschillen betreffen vooral het chassis, motor en de bewapening waarmee de voertuigen zijn uitgerust. Het pantser was minimaal 5 mm en maximaal 15 mm dik. De toren was boven de achterwielen geplaatst. Hierin zat een 20mm of 37mm-kanon en een machinegeweer. Een tweede machinegeweer was geplaatst voor in de romp en een derde achter in de romp. De Landsverk had alleen aandrijving op de vier achterwielen, 6 x 4. In moeilijk begaanbaar terrein kon rond de achterwielen rupsbanden worden bevestigd waarmee het voertuig het karakter kreeg van een halftrack.
De Landsverk L-180, in totaal 30 exemplaren van gemaakt, had een chassis en motor van Büssing-NAG. De benzinemotor had een vermogen van circa 160 pk. De 8 cilinders waren in V-vorm opgesteld. De Landsverk L-181 had een chassis van Daimler-Benz en was uitgerust met een 6 cilinder benzinemotor van dezelfde fabrikant. Het vermogen was zo'n 80 pk. Van deze versie zijn 18 exemplaren gemaakt. De L-180 is ongeveer 20 centimeter breder dan de L-181 en ziet er daardoor robuuster uit. Slechts één exemplaar van het type L-182 is gemaakt voor het Finse leger. Deze had een motor en chassis van Daimler-Benz en de romp was goed vergelijkbaar met die van de L-181. De toren en bewapening waren wel afgestemd op de specifieke Finse behoefte. Het gebruik van veel Duits materiaal was niet vreemd daar Landsverk AB in handen was van het Duitse bedrijf GHH (Gutehoffnungshütte Aktienverein für Bergbau und Hüttenbetrieb Oberhausen).

## Bemanning
De bemanning van de pantserwagen bestond uit 5 personen. De commandant was ook belast met laden van het kanon; de richter voor het richten en afvuren van de torenwapens en het laden van de mitrailleurs; de chauffeur; schutter, belast met het bedienen van de boegmitrailleur en ten slotte een chauffeur/schutter voor het rijden in achterwaartse richting en het bedienen van de achter in de romp geplaatste mitrailleur. Voor het snel in- en uitstappen waren drie deuren beschikbaar. Twee deuren tussen de voor- en achterwielen aan beide zijden en een extra deur achteraan de linkerzijde.

## Gebruikers
In de onderstaande tabel een overzicht van de gebruikers van de Landsverkpantservoertuigen en details in de uitvoering en bewapening:
| Land       | Versie | Aantal | Motor                                                                           | Hoofdbewapening                                                                         | Secundaire wapens                                                                         | Opmerkingen |
| ---------- | ------ | ------ | ------------------------------------------------------------------------------- | --------------------------------------------------------------------------------------- | ----------------------------------------------------------------------------------------- | --- |
| Denemarken | L-180  | 2      | Büssing-NAG V8-cilinder, 160 pk                                                 | 1× 20mm Madsen anti-luchtdoelkanon M 1933 L/60                                          | 2× 8mm Madsen M 1924 type C machinegeweren                                                | |
| Estland    | L-180  | 1      |                                                                                 |                                                                                         |                                                                                           | Gekocht in 1937 en gebruikt door de politie in Tallinn.                                                                 |
| Ierland    | L-180  | 8      | Büssing-NAG V8-cilinder, 160 pk. In 1956/57 vervangen door een Ford V8, 155 pk. | 1× 20mm Madsen antiluchtdoelkanon. In 1974 vervangen door een 20mm Hispano Suiza kanon. | 2× Madsen .303 (7,7 mm) machinegeweren                                                    | Zijn tot medio jaren 1980 in gebruik geweest. Vijf extra exemplaren besteld, maar deze zijn niet geleverd (zie Zweden). |
| Nederland  | L-180  | 14     | Büssing-NAG V8-cilinder, 160 pk                                                 | 1× 37mm-Bofors kanon                                                                    | 3× 7,92mm Lewis machinegeweren                                                            | 14 L-180 geleverd, maar 12 torens Twee commandowagens M.38 pantserwagen                                                 |
| Zweden     | L-180  | 5      |                                                                                 | 1 × 20mm Bofors kanon                                                                   | 2 × m/36 machinegeweren                                                                   | Besteld door Ierland, maar niet afgeleverd. Opgenomen in Zweedse leger onder aanduiding Pb m/41                         |
| Litouwen   | L-181  | 6      | Mercedes-Benz 6-cilinder                                                        | 1× 20mm Oerlikon kanon                                                                  | 2× 7,92mm Maxim machinegeweren                                                            | |
| Nederland  | L-181  | 12     | Daimler-Benz M09 6-cilinders in lijn benzinemotor, 80 pk                        | 1× 37mm Bofors kanon                                                                    | 3× 7,92mm Lewis machinegeweren                                                            | M36 pantserwagen |
| Finland    | L-182  | 1      |                                                                                 | 1× 13,2mm L-35/36 machinegeweer                                                         | 2× 7,62mm Lahti L-33/36 machinegeweren en 1× 7,62mm Maxim machinegeweer tegen luchtdoelen | Bemanning: 4 (exclusief achterste chauffeur) of 5                                                                       |

Tijdens de Tweede Wereldoorlog zijn de Landsverkpantservoertuigen ook door het Russische leger en de Duitse Wehrmacht gebruikt.

## Nederlands gebruik
In 1934 onderzocht de Commissie Pantserautomobielen diverse pantserwagens van onder andere Fiat, Citroën, Renault en Landsverk. Het Nederlandse leger besloot in december 1934 12 Landsverk L-181 pantserwagens aan te schaffen. In 1936 werden ze geleverd en ze werden opgenomen onder de Nederlandse aanduiding M.36 pantserwagen. In 1937 werd een tweede order geplaatst voor in totaal 14 exemplaren waarvan 12 pantserwagens Landsverk L-180 en 2 L-180 in commandowagen uitvoering. Deze kregen de aanduiding M.38.
Het eerste pantserwagen onderdeel (1 Esk Paw) van het Nederlandse leger werd opgericht op 1 april 1936 met de M.36 (L-181). In juni 1938 volgde de oprichting van het 2e eskadron welke werd uitgerust uitgerust met de M.38 (L-180). De belangrijkste taak was verkenning en ondersteuning van de infanterie.
De M.36 en M.38 pantserwagens zijn succesvol ingezet in mei 1940. Geen enkele pantserwagen is in een gevecht uitgeschakeld. Uitval van de wagens ontstond echter louter door ongelukken, motorstoring of schade door het bombardement op vliegveld Ypenburg. Wel bleek het pantser kwetsbaar, en gaven in het bijzonder de naden tussen bewegende delen zoals toren, luiken en deuren problemen met luchtdichtheid en smelten van isolatierubber door vijandelijk vuur. Na de capitulatie zijn enkele Landsverkpantserwagens door de Duitsers als oorlogsbuit ingezet. Ze kregen de militaire benaming Panzerspähwagen L202.
Het Cavaleriemuseum in Amersfoort heeft een Landsverk L-180 (M.38) pantserwagen in de expositie. Deze is afkomstig uit Ierland en wijkt in geringe mate af van de M.38 die in Nederland is gebruikt.

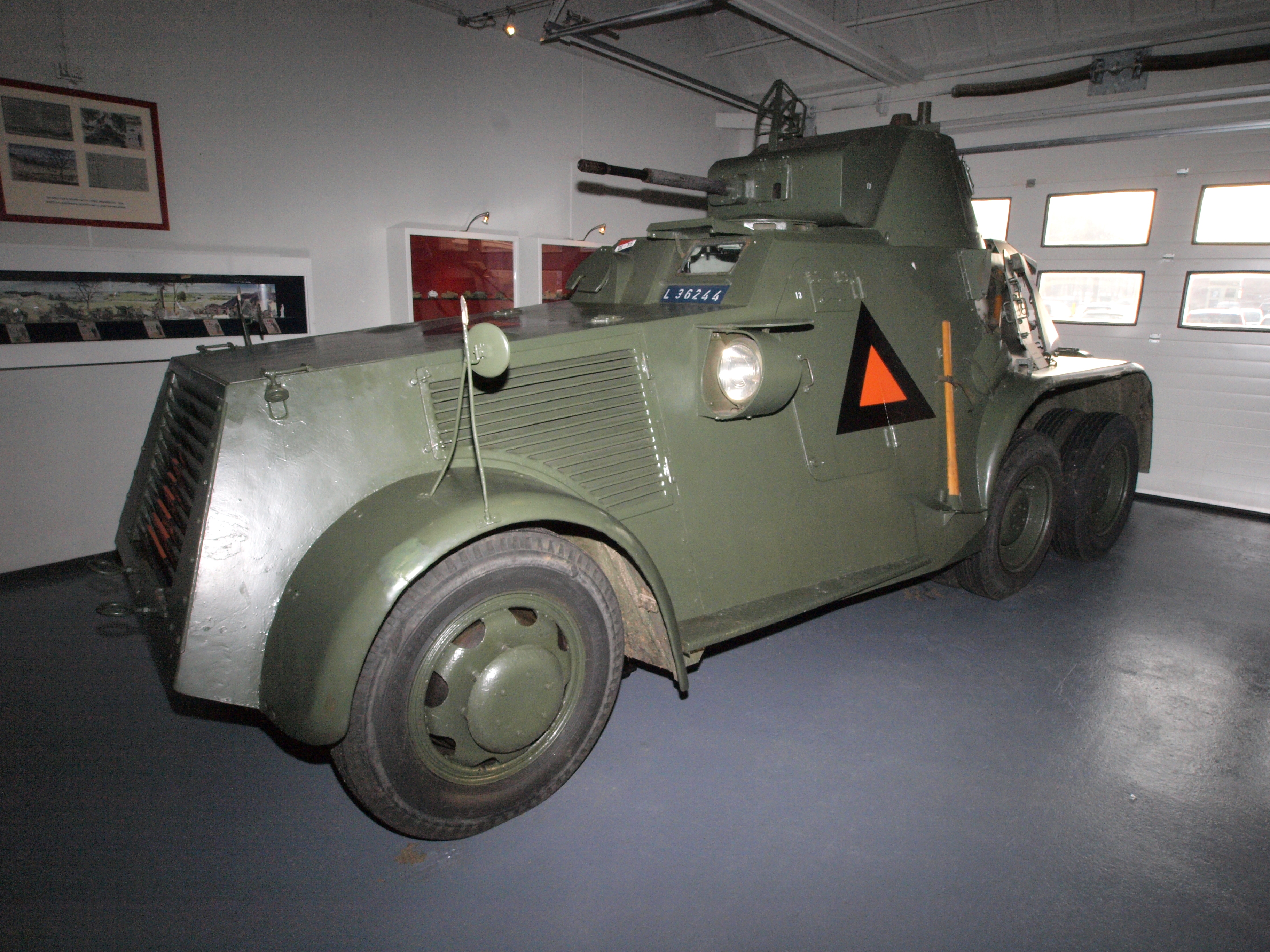
Vooraanzicht M.38 in Cavaleriemuseum Amersfoort
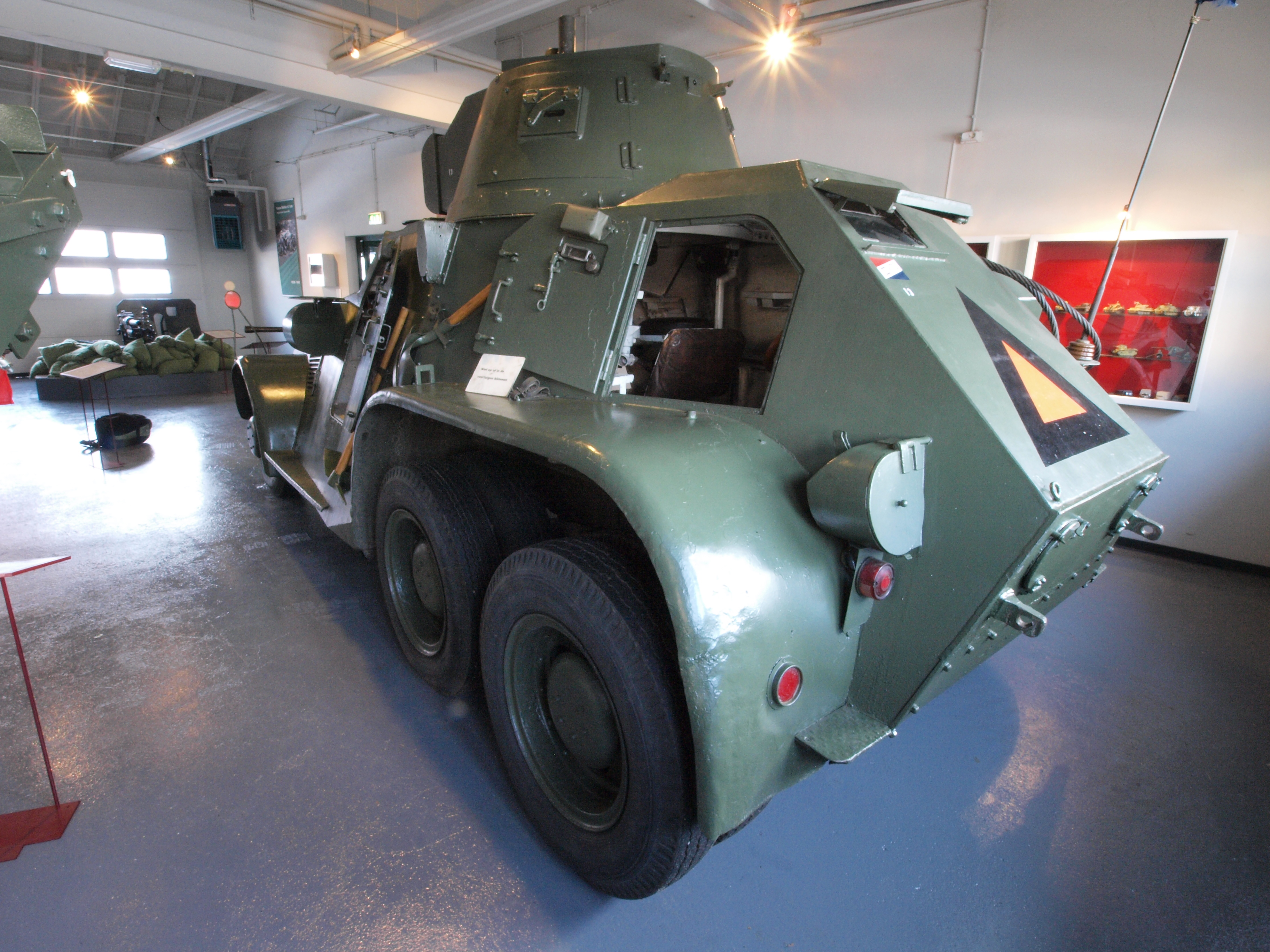
Achteraanzicht
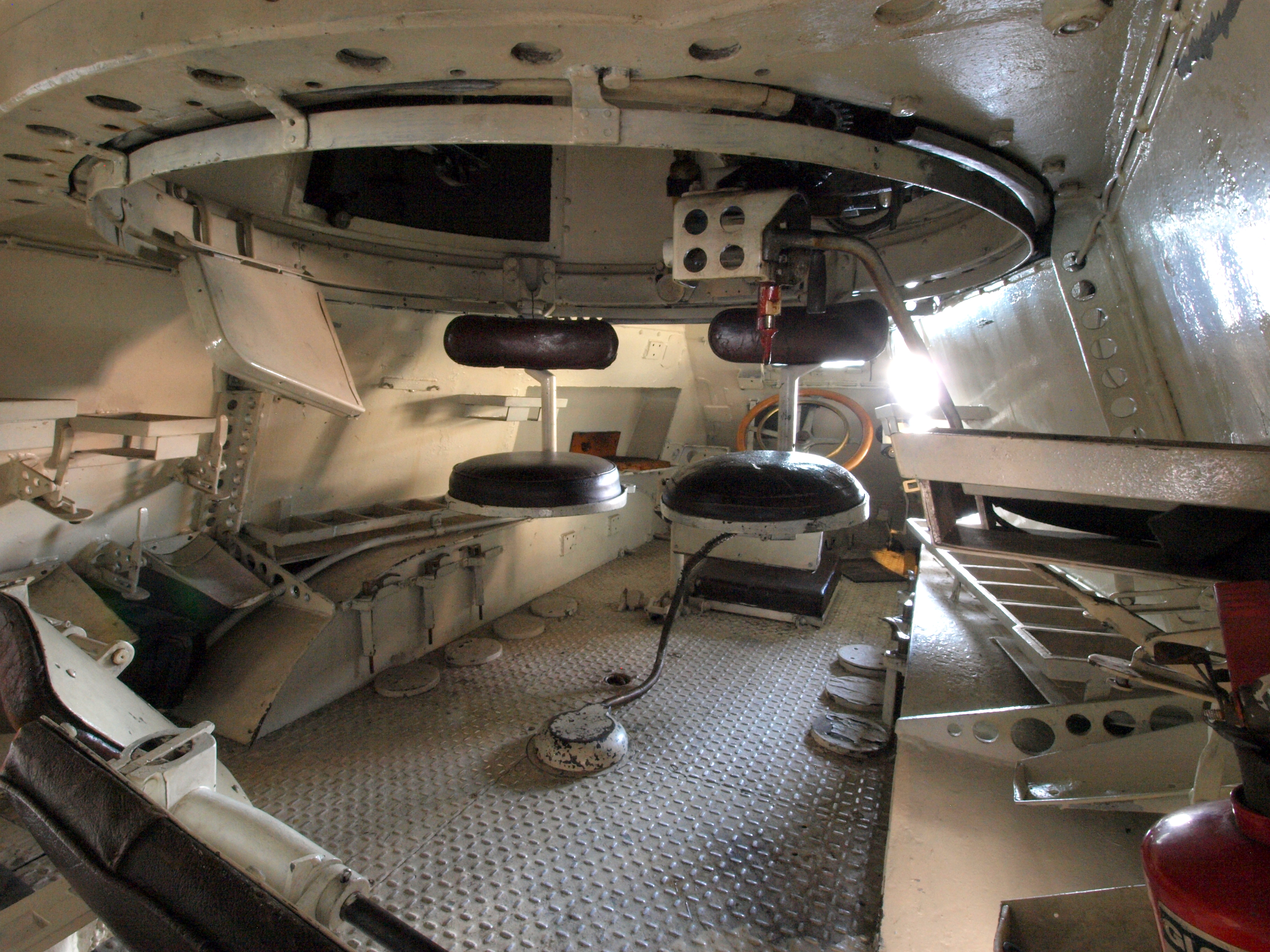
interieur met vooraan de koepel en achterin het stuur voor de tweede chauffeur

## Naslagwerk
- (en)  Regenberg, Werner. Captured Armored Cars and Vehicles in Wehrmacht Service in World War II. Atglen, PA: Schiffer Publishing, 1996. ISBN 0764301802